# Отделение Садострой
Отделе́ние Садостро́й — посёлок в Мичуринском районе Тамбовской области России. Входит в состав Изосимовского сельсовета. 

## География
Посёлок находится на левом берегу реки Лесной Воронеж, на расстоянии 7 км к северу города Мичуринск, административного центра района. В 2 км к западу от посёлка находится микрорайон Мичуринска — Кочетовка.

### Часовой пояс
Посёлок Отделение Садострой, как и вся Тамбовская область, находится в часовой зоне МСК (московское время). Смещение применяемого времени относительно UTC составляет +3:00.

## Население
| 1989 | 2002 | 2010 |
| ---- | ---- | ---- |
| 543  | ↘503 | ↗520 |

### Национальный состав
Согласно результатам переписи 2002 года, в национальной структуре населения русские составляли 95 % из 503 чел.